# Islam w Kazachstanie
Islam jest dominującą religią w Kazachstanie. Według danych spisu powszechnego z 2009 roku, około 70 procent populacji, identyfikującej się jako wyznawcy jednej z religii, to muzułmanie. Większość spośród nich to sunnici, głównie z hanafickiej szkoły prawnej, sunnici szafi’ici, Ahmadijja. Mniejszość stanowią szyici. Poza Kazachami dominującymi narodowościami muzułmańskimi są Uzbecy, Tatarzy, Kirgizi oraz Ujgurzy.

## Islam w prawie Kazachstanu
Ustawa o nabożeństwach i związkach wyznaniowych z dnia 11 października 2011 roku ustanawia Republikę Kazachstanu państwem demokratycznym i świeckim, potwierdza prawo każdego człowieka do wolności sumienia oraz gwarantuje równe prawa wszystkim bez względu na wyznanie. Islam nie ma zatem szczególnego statusu prawnego, uznaje się jednak jego historyczną rolę w rozwoju kultury oraz duchowego życia i dziedzictwa narodu kazachskiego.

## Historia
Podobnie jak w wypadku innych ludów zamieszkujących Azję Środkową tradycyjny islam Kazachów jest ściśle powiązany z praktykami i wierzeniami religijnymi, funkcjonującymi na tym obszarze przed nadejściem islamu.
Niewiele wiemy o religii, która istniała u Kazachów przed dotarciem islamu. W ostatnich latach niektórzy badacze zaczęli nazywać tę religię tengryzmem i przedstawiać ją jako spójny system filozoficzny. Była to religia politeistyczna z najwyższym Bogiem niebios (Tengri). Wraz z nadejściem islamu Tengri został utożsamiony z „Kuday” (kaz. Bóg), czyli z Allahem.
Początki islamu w Kazachstanie datuje się na okres pomiędzy końcem VIII a początkiem IX wieku. W 766 roku Karluk Chan podbił Żetysu i południowe regiony Kazachstanu i rozprzestrzenił kulturę muzułmańską. W 960 r. Satuk Abd al-Kerim Bughra Chan (915–955), rządzący w państwie Karachanidów leżącym na terenach Azji środkowej od X do XIII wieku, nadał oficjalnie po raz pierwszy islamowi status religii państwowej. Innym powodem rozprzestrzeniania się islamu były wielkie wpływy Chiwy i Buchary, ośrodków islamu w Azji Środkowej, a także stosunki z krajami sąsiednimi.

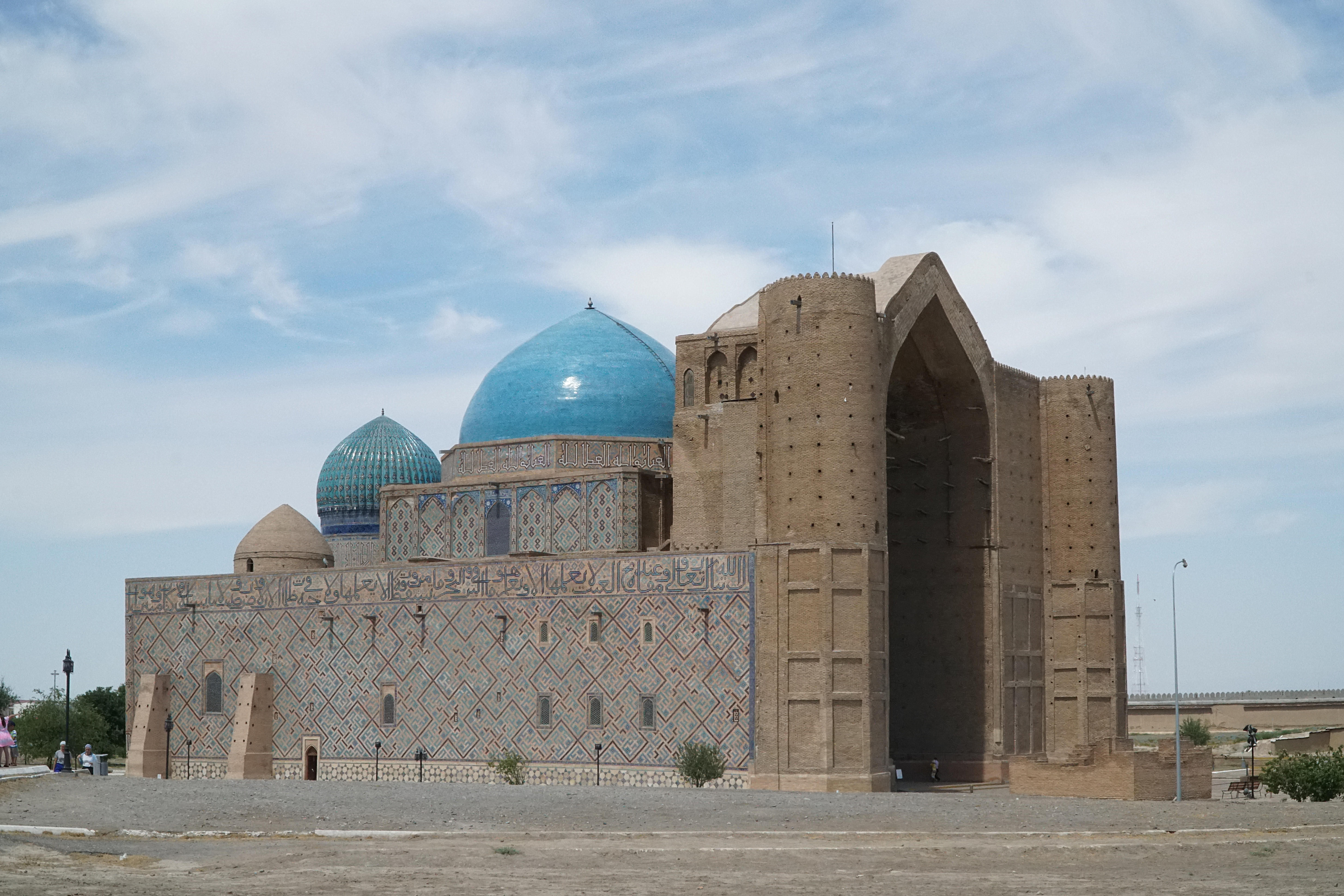
Mauzoleum Chodży Ahmeta Jasawiego w Turkiestanie

Wielki wkład w rozprzestrzenianie się islamu wśród koczowniczej ludności Południowego Kazachstanu miał Chodża Ahmet Jasawi, XI-wieczny poeta i mistyk suficki, który napisał swoje słynne dzieło „Dīwān-i Ḥikmat” (per. Zbiór mądrości). Yassawi opisał w nim znaczenie posiadania cnotliwego charakteru oraz wiary w Boga. Nauki Jasawiego stały się podstawą muzułmańskiego światopoglądu wszystkich ludów turkijskich. Do dziś w kazachskim Turkiestanie istnieje jego mauzoleum, które już od 2003 roku jest wpisane na listę światowego dziedzictwa UNESCO. Po osiedleniu się w regionie południowym, rozprzestrzenianie się islamu na inne regiony kazachskiego stepu przebiegało pokojowo ze względu na fuzję dawnych wierzeń z islamem, których cechą wspólną był monoteizm.
Jeden z pierwszych kodeksów prawnych, Zheti Zhargy (kaz. Siedem Kart), przyjęty przez Tauke Chana w XVIII wieku, był znaczącym krokiem w kierunku wprowadzenia islamu do życia publicznego i praktyki prawnej. Normy prawa administracyjnego, karnego i cywilnego zapisane w tym dokumencie w dużej mierze opierały się na przepisach islamskiego prawa szariatu. Także pierwszy alfabet kazachski, który został usystematyzowany przez kazachskiego uczonego Ahmeta Baitursynuly w 1912 roku, był oparty na literach arabskich.
Za rosyjskiego panowania doszło do tzw. „Transformacji Islamskiej”, która miała miejsce w latach 1742–1917. Spowodowała ona ustandaryzowanie wiary poprzez rozwój edukacji muzułmańskiej na terenach dzisiejszego Kazachstanu, co spowodowane było powstawaniem meczetów, uniwersytetów oraz administracji w oparciu o przyjęte prawo muzułmańskie. Zaczęto także powszechną publikację książek związanych z islamem. Wszystkie te działania odbywały się za zgodą carycy Katarzyny, w myśl XVIII wiecznej doktryny „Oświecenia”, która wspierała rozwój Islamu na tamtych terenach. Ważna dla zmian była także przymusowa migracja muzułmanów z innych części Imperium Rosyjskiego (takich jak chociażby Baszkirzy czy Tatarzy).

### Islam w czasach ZSRR
Polityka religijna państwa sowieckiego znacznie różniła się względem poszczególnych grup wyznaniowych. Inaczej postępowano wobec wyznań chrześcijańskich, a inaczej na terenach zdominowanych przez islam (zwłaszcza w Azji Środkowej). Pierwsze działania mające na celu zniszczenie podstaw islamu zostały podjęte prawie 10 lat po ataku na chrześcijaństwo i inne wyznania. Jeśli chodzi o stosunki władzy z religią muzułmańską, ze względów strategicznych po okresie wojny domowej, charakteryzującej się „najazdami kawalerii” na instytucje religijne, rząd moskiewski przyjął w stosunku do instytucji muzułmańskich politykę względnej tolerancji i przez dekadę unikał bezpośredniej konfrontacji z nimi. W latach 1917–1918 w Rosji Sowieckiej kolejno proklamowano autonomie terytorialne w regionach odmiennonarodowych kraju. Bolszewicy systematycznie starali się niszczyć je jedna po drugiej w czasie wojny domowej, jednocześnie starając się przyciągnąć do współpracy narodowe elity tych autonomii, gdyż bez ich poparcia nie sposób znaleźć było zwolenników na narodowych peryferiach. W tych okolicznościach władze wolały nie poruszać kwestii religijnej w tych regionach. Z tego powodu nie dochodziło do systematycznych, aktywnych działań o charakterze antyislamskim. W 1920 roku utworzona została Centralna Rada Duchowa Muzułmanów Europejskiej części Rosji, Syberii i Kazachstanu. Zezwolono mułłom na pracę w sowieckich szkołach, a także na nauczanie dzieci w meczetach. Instytucje muzułmańskie rozpoczęły swoją pracę w całym regionie, a udział Kazachów stanowił około 90% wiernych i duchownych. Do 1924 r. w republice było kilkadziesiąt medres, budowano meczety oraz funkcjonował sąd szariatu. Meczety uzyskały pewną niezależność finansową w wyniku masowego zbierania datków od ludności. Dopiero w kwietniu 1929 r. Wszechrosyjski Centralny Komitet Wykonawczy i Rada Komisarzy Ludowych RFSRR wydały dekret „O związkach wyznaniowych”, który stał się od tego czasu głównym aktem prawnym dotyczącym polityki religijnej. Ograniczał on działalność duchownych do murów kościołów, klasztorów, domów modlitwy, meczetów i synagog, a także regulował życie religijne w ZSRR. Głównymi metodami walki z organizacjami religijnymi były konfiskaty budynków świątyń oraz pozbawienie wspólnot i związków wyznaniowych możliwości rejestracji państwowej, czy zamknięcie placówek oświatowych i wydawnictw religijnych. Pierwsze represje wobec przedstawicieli duchowieństwa muzułmańskiego i wiernych rozpoczęły się w 1932 roku. Jednak pomimo nacisków, represji i zniszczenia znacznej części duchowieństwa, religia nadal odgrywała ważną rolę w życiu społeczeństwa. W czasie wojny i powojennego stalinizmu, czyli do 1954 r., w kraju nastąpiło względne złagodzenie napięć między władzą a islamem. W Kazachstanie nie doszło do otwarcia odrębnej administracji duchownej, ale pozycja islamu w republice wzrosła. Ocieplający się stosunek państwa do organizacji religijnych wraz z początkiem wojny nie oznaczał, że zrezygnowało ono ze swojego strategicznego celu niszczenia religii, ale ze względu na potrzebę konsolidacji społeczeństwa na jakiś czas zaprzestali tego typu działalności.
Polityka religijna państwa sowieckiego pod rządami Chruszczowa charakteryzowała się prześladowaniami wyznawców islamu. Zaostrzenie przejawiało się w tajnym dekrecie z 1961 r. „O wzmocnieniu kontroli nad wykonywaniem ustawy o kultach”, który domagał się natychmiastowego przywrócenia pełnej mocy ustawie z 1929 r. Pomimo jednak presji ateistycznej i represji muzułmanie w Kazachstanie, zwłaszcza na terenach wiejskich, nadal odprawiali muzułmańskie rytuały i obchodzili święta religijne.

## Islam obecnie
Współczesne procesy zachodzące w Kazachstanie i związane z islamem nazywane są „islamskim odrodzeniem”. Zainteresowanie islamem w społeczeństwie nieustannie wzrasta. Konstytucja gwarantuje każdemu wolność sumienia i zakazuje wszelkiej dyskryminacji ze względów religijnych, etnicznych i innych. W ostatnich latach doszło do dużego wzrostu liczby wierzących w Kazachstanie. Według ekspertów liczba wierzących wzrosła z 20–25% do 90–95% w porównaniu z połową lat 80. Można również zauważyć wzrost na podstawie danych statystycznych dotyczących liczby budynków sakralnych. W 1979 roku w Kazachstanie było tylko 25 meczetów, za to na dzień 1 grudnia 2020 roku ich liczba osiągnęła aż 2690. 12 stycznia 1990 roku uważa się za dzień powstania pierwszego zgromadzenia muzułmanów Kazachstanu – niezależnego KMDB, a także jego organu wykonawczego – Muftiyatu, kierowanego przez Wielkiego Muftiego, który zarządza i kieruje pracą muzułmanów w Kazachstanie. Od powstania KMDB odbyły się 4 fora imamów Kazachstanu. Po uzyskaniu niepodległości w kraju powstały także nowe instytucje edukacyjne zajmujące się religijnym islamem, takie jak Uniwersytet Nur-Mubarak, 9 medres oraz instytut doskonalenia kwalifikacji imamów. Obecnie istnieje 13 religijnych placówek oświatowych, w których uczy się około 4000 osób.

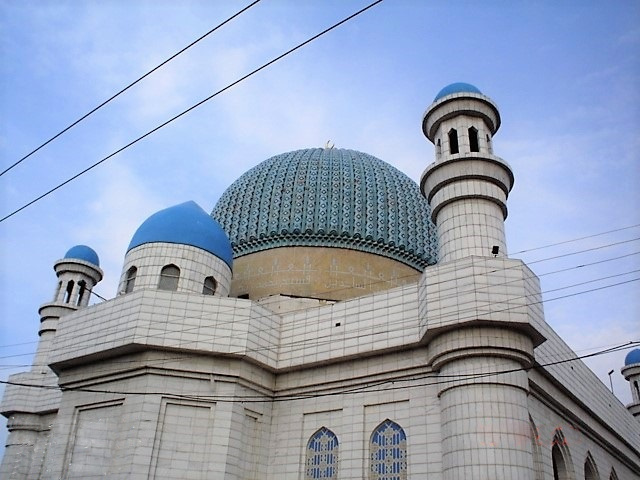
Meczet w Almaty

## Praktyki religijne muzułmanów w Kazachstanie
Mówiąc o specyfice islamu w Kazachstanie należy wspomnieć o jego ścisłym związku z dawnymi praktykami religijnymi sprzed przybycia islamu. Duchowa istota i fundamentalne cechy kultury kazachskiej często pokrywają się z islamskimi paradygmatami. Dzięki synkretyzmowi światopoglądowemu, doszło do modyfikacji islamu w społeczeństwie kazachskim, gdzie doszło do syntezy nomadyzmu z sufizmem. Do asymilacji islamu wśród Kazachów doszło poprzez dodanie elementów praktyki kultu przedislamskiego takich jak np.: kult przodków, kult grobów czy kult „świętych miejsc”. W Kazachstanie praktykuje się wciąż także szamanizm, a także wiele rodzimych tradycji wywodzących się z kultu nieba, słońca oraz księżyca. W światopoglądzie Kazachów, uważających się za muzułmanów kult nieba (tengryzm) istnieje równolegle z islamem. Niebo jest uważane za uniwersalne, najwyższe źródło i kontrolujące wszystko co ma miejsce na Ziemi. Adorując Tengri, wyrażano swoją wdzięczność lub niezadowolenie. Allah został zaadaptowany przez tę społeczność jako Bóg identyczny z Tengri. Wynika to z faktu, iż nieznający tekstów świętego Koranu niepiśmienni koczownicy nie mieli pojęcia, że islam jest religią monoteistyczną i nie akceptuje innego Boga prócz Allaha.

## Źródła
1. https://www.state.gov/reports/2021-report-on-international-religious-freedom/kazakhstan/
2. https://adilet.zan.kz/kaz/docs/Z1100000483
3. https://astanatimes.com/2022/08/evolution-of-islam-in-kazakhstan-how-modern-kazakh-muslims-balance-their-religious-identity-the-soviet-legacy-and-national-traditions/
4. https://e-history.kz/en/e-resources/show/13453/
5. https://jasgalym.kz/studentterge/dintanu/235-azastanday-islam-dn-islamny-azastanda-taraluy.html
6. Frank, Allen Islamic Transformation on the Kazakh Steppe, 1742-1917: Toward an Islamic History of Kazakhstan Under Russian Rule
7. https://e-history.kz/en/news/show/7164
8. https://e-history.kz/kz/news/show/32657
9. Eskaliyevich Bauyrzhan, Smagulov Murat Moldagaliyev, Satershinov Bakhitzhan Menlibekovich, Sagikyzy Ayazhan.Synthesis of Traditional and Islamic Values in Kazakhstan, European Journal of Science and Theology, October 2015, Vol.11, No.5, 217-229.